# رادیومیکس
رادیومیکس  (به انگلیسی: Radiomics) یا پرتوگان‌شناسی عبارتست از داده‌کاوی تصاویر پزشکی.
ویژگی‌های حاصل، که ویژگی‌های رادیومیکسی نامیده می‌شوند، قابلیت بازشناخت الگو و استخراج ویژگی‌های نئوپلاسمهایی را دارند که با چشم غیرمسلح دیده نمی‌شوند. فرضیه رادیومیکس این است که ویژگی‌هایی که در انواع تظاهرات یک بیماری خاص مشترک هستند، ممکن است برای پیش‌بینی، پیش آگهی و پاسخ درمانی برای انواع مختلف سرطان مفید باشد، بنابراین اطلاعات ارزشمندی را برای درمان تخصصی فراهم می‌کند. رادیومیکس دانشی میان رشته‌های پرتوشناسی و سرطان‌شناسی است و پیشرفته‌ترین کاربرد در این رشته‌ها است. با این حال، از این فناوری برای هر تخصص پزشکی که در آن بتوان یک فرایند آسیب‌شناسی را تصویرسازی کرد، می‌توان استفاده کرد.